# Клан Кловрі
Клан Кловрі (ірл. - Clan Clowry, Clan Mac Labrada; Clan M’Lawry, Clan MacLavery, Clan MacClory, Clan Clowry) - клан Мак Лабрада, клан Мак Лаврі, клан Мак Клорі - один з кланів Ірландії.
Гасло клану: Pro fide rege et patria - За короля і Вітчизну (лат.)

## Історія клану Кловрі
Назва клану Кловрі це англоїзована версія ірландської назви клану Мак Лаврада (ірл. - Mac Labhradha), що походить від ірландського слова лабрайд, лаврайд - Labhraidh - представник, розмовляючий. Крім варіанту Мак Кловрі існує ще варіант назви Мак Клорі (ірл. - Mac Clory). Клан володів землями в графстві Даун і називав себе нащадкими верховного короля Ірландії Ніла (Ніалла) Дев’яти Заручників - Ніалл Нойгіаллах (ірл. - Niall Noígíallach) (368 - 395), тобто стверджував, що вони походять з клану О’Ніл (Ва Нейлл) — як і багато інших ірландських кланів, особливо з північної та центральної Ірландії.
Згідно історичної традиції, ірландських історичних переказів, легенд та міфів клан Кловрі належить до кланів, які є нащадками так званих мілезійців — синів Міля - племені, що десь близько 1700 р. до. н.е. переселилося в Ірландію з материка.
Назва клану зустрічається в парафіяльних записах графства Даун (Ольстер) починаючи з 1447 року. Пізніше назва клану зустрічається в документах різних графств провінції Лейнстер (Лагін).
На гербі вождів клану Кловрі зображені леви, лосось, хвилі, зірки і червона рука. Червона рука є символом провінції Ольстер. Леви означають величність, мужність, силу. Лосось у давніх ірландських легендах символізує мудрість і знання. Зірки символізують честь та службу Вітчизні.